# Stritrejsery
Stritrejsery (russisk: Стритрейсеры) er en russisk spillefilm fra 2008 af Oleg Fesenko.

## Medvirkende
- Aleksej Tjadov som Stepan
- Marina Aleksandrova som Katja
- Stanislav Bondarenko
- Nikolaj Tjindjajkin som Stepantjenko
- Elvira Bolgova som Laura